# 콘스탄티노스 콤니노스 밀리오티스

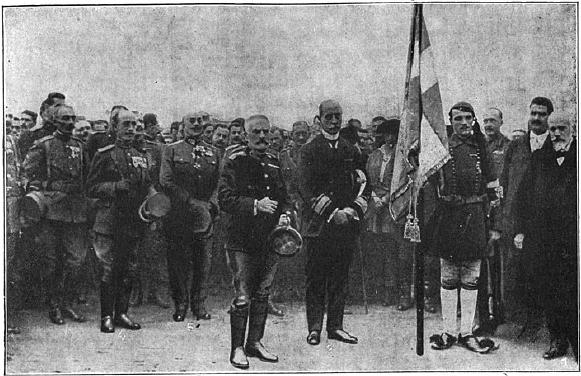

콘스탄티노스 콤니노스 밀리오티스(영어: Konstantinos Komninos-Miliotis, 1874 ~ ?)는 그리스의 펜싱 선수이다. 그는 아테네에서 열린 1896년 하계 올림픽에 참가했다.
콤니노스 밀리오티스는 플뢰레 경기에 출전했다. 예선전에서는 게오르기오스 발라카키스를 이겼지만 외젠 앙리 그라벨로트와 아타나시오스 부로스에게는 져서 예선전 3위를 차지했다. 전체적으로 따지면 다른 조에서 3위를 차지한 앙리 델라보드와 함께 공동 5위가 된다.